# Vít Archimedes

Vít Archimedes vận hành bằng tay và có thể nâng nước lên một cách hiệu quả

Vít Archimedes, còn gọi là vít nước, bơm vít hay vít Ai Cập, là một thiết bị dùng để mang nước từ dưới thấp lên các kênh hào tưới tiêu. Nước được mang lên bằng cách quay một mặt hình vít trong một cái ống. Vít Archimedes cũng dùng cho những vật liệu như bột và hạt. Ngoài ra, vít Archimedes còn có thể tạo ra năng lượng nếu chúng được đẩy bởi dòng chảy (tuốc bin vít Archimedes). Mặc dù gắn với tên gọi của Archimedes, có một số bằng chứng cho thấy thiết bị này đã được dùng ở Ai Cập cổ đại trước thời của ông rất lâu.

## Lịch sử

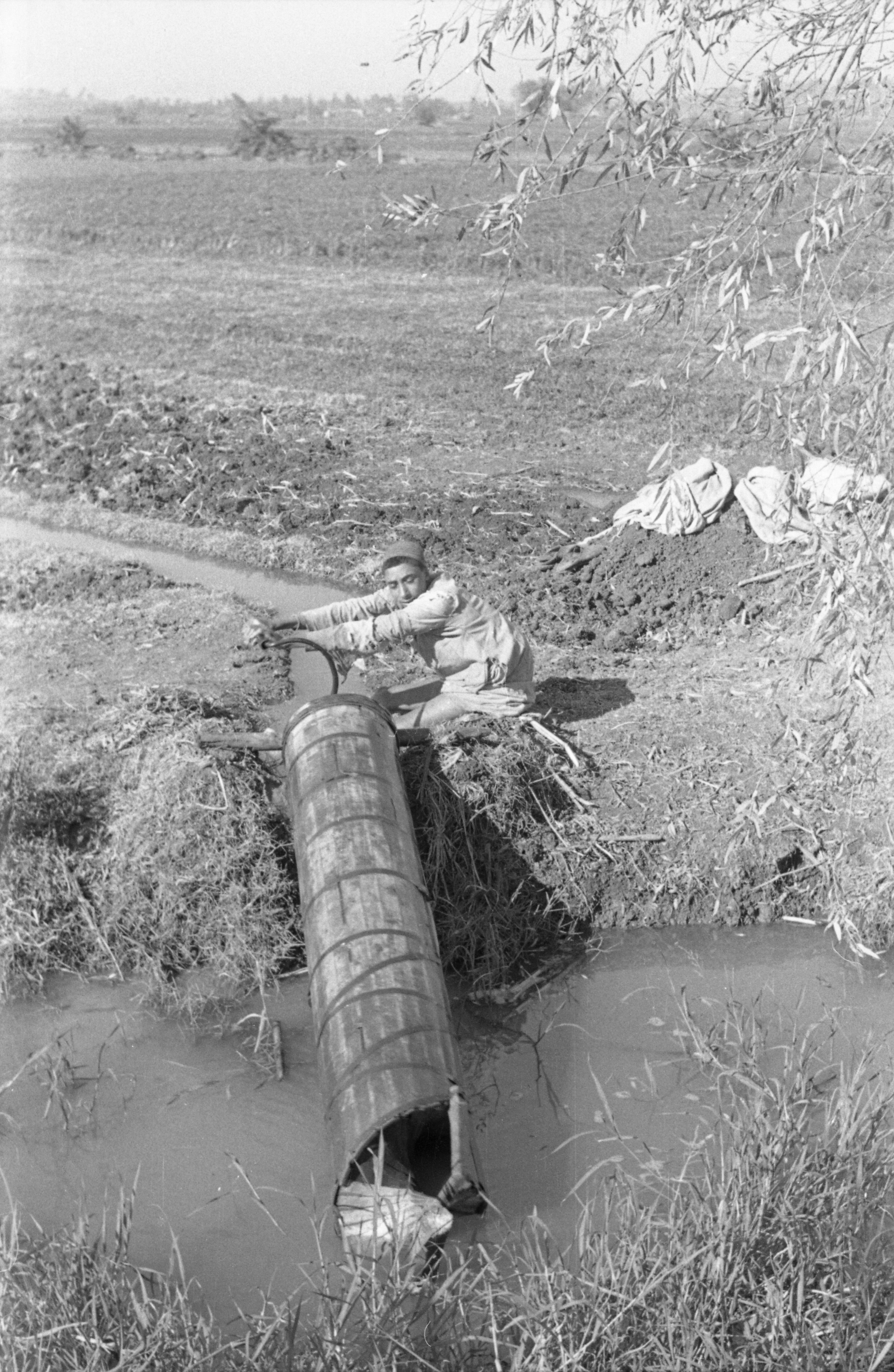
Một máy bơm vít ở Ai Cập từ những năm 1950 dùng cơ chế vít Archimedes

Bơm vít là loại bơm thể tích lâu đời nhất. Ghi chép đầu tiên về vít nước bắt nguồn từ Ai Cập thời Hy Lạp hóa trước thế kỉ thứ 3 trước công nguyên. Vít Ai Cập, dùng để mang nước từ sông Nin, gồm nhiều ống quấn quanh một trụ tròn; khi quay trụ nước được nâng lên trong những ống xoắn ốc đến chỗ cao hơn. Một thiết kế bơm vít sau này ở Ai Cập có những rãnh xoắn ốc ở ngoài ống trụ gỗ đặc và được phủ bởi những tấm kim loại để nước không chảy ra ngoài.
Một số chuyên gia đã đặt giả thiết đây là thiết bị dùng để tưới tiêu cho Vườn treo Babylon, một trong Bảy kỳ quan thế giới cổ đại. Một bia khắc chữ hình nêm của Vua Assyria Sennacherib (704–681 BC) được Stephanie Dalley cho là mô tả quá trình đúc bơm nước bằng đồng khoảng 350 năm trước đó. Quan điểm này được củng cố bởi học giả Strabo, người cho rằng Vườn treo được tưới tiêu bởi bơm vít.
Bơm vít sau đó được giới thiệu tới Hy Lạp từ Ai Cập. Archimedes mô tả nó trong chuyến đi thăm Ai Cập khoảng năm 234 TCN. Chưa có ghi nhận nào cho thấy Archimedes nhận đó là phát minh của mình, nhưng bơm vít vẫn được gán cho ông khoảng 200 năm sau bởi Diodorus, người tin rằng Archimedes sáng chế ra bơm vít ở Ai Cập.

## Thiết kế

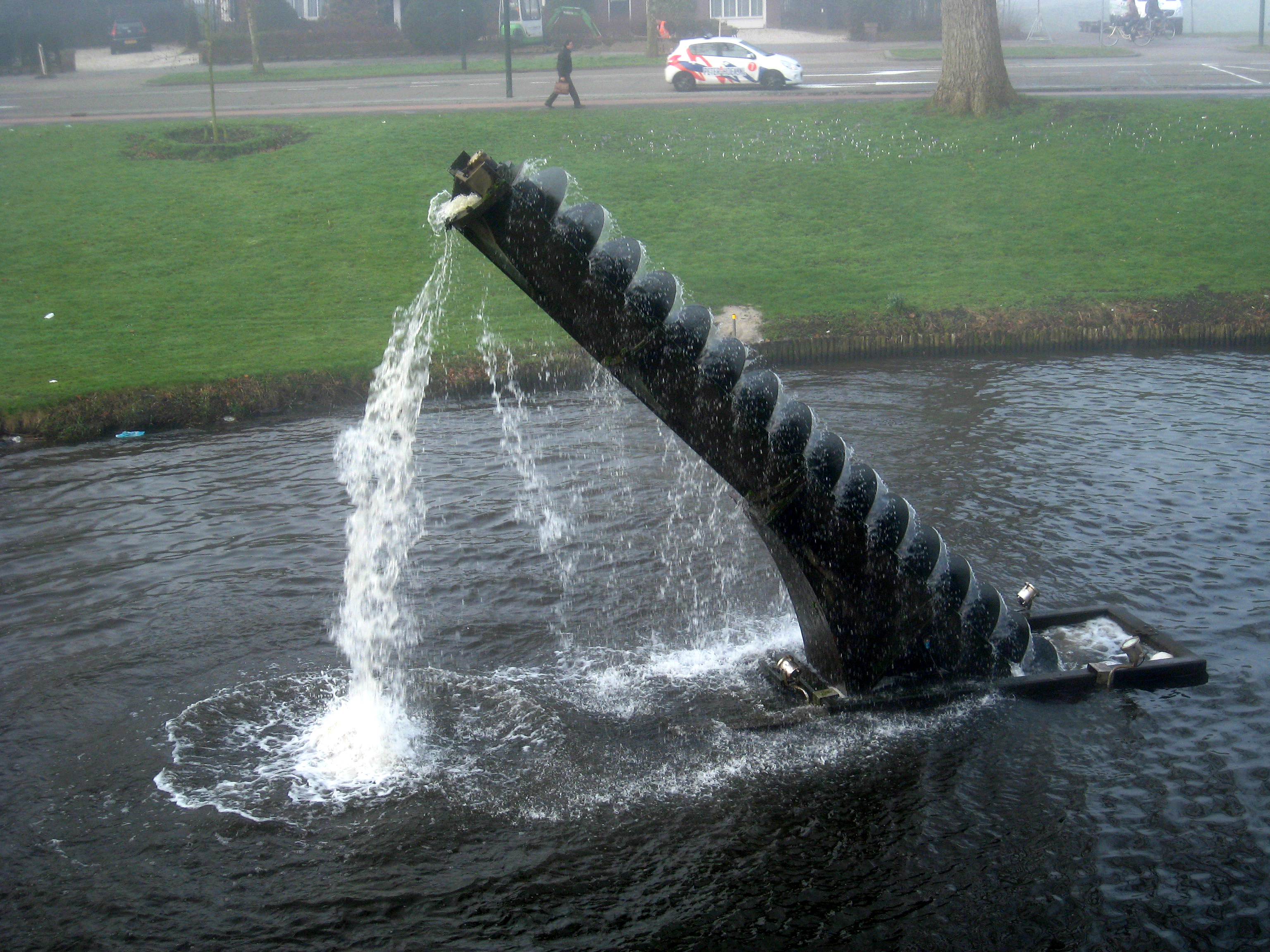
Vít Archimedes của Tony Cragg tại 's-Hertogenbosch, Hà Lan

Vít Archimedes gồm một con vít (một mặt đinh ốc bao quanh một trục trung tâm) trong một ốc rỗng. Con vít thường được quay bởi cối xay gió, bằng tay, súc vật, hoặc những thiết bị hiện đại khác như môtơ. Khi thanh trục quay, đầu dưới của vít nâng một lượng nước nhỏ lên. Lượng nước này sau đó dâng lên trong ống bởi mặt đinh ốc xoay cho đến khi nó chảy ra đầu trên của ống.
Bề mặt tiếp xúc giữa con vít và cái ống không nhất thiết phải kín nước, bởi lượng nước dân lên trong ống tương đối lớn so với lượng nước chảy ra tiết diện của vít mỗi vòng quay. Nếu nước từ tiết diện cao chảy xuống tiết diện thấp, nó sẽ lại được nâng lên lại ở vòng quay tiếp theo.
Một số thiết kế gắn con vít với ống rỗng và cả hai cùng quay, thay vì con vít quay trong ống rỗng cố định. Con vít có thể được gắn với ống bằng hắc ín hoặc keo dán, hoặc cả hai có thể được đúc đồng thời từ một miếng đồng.

## Sử dụng

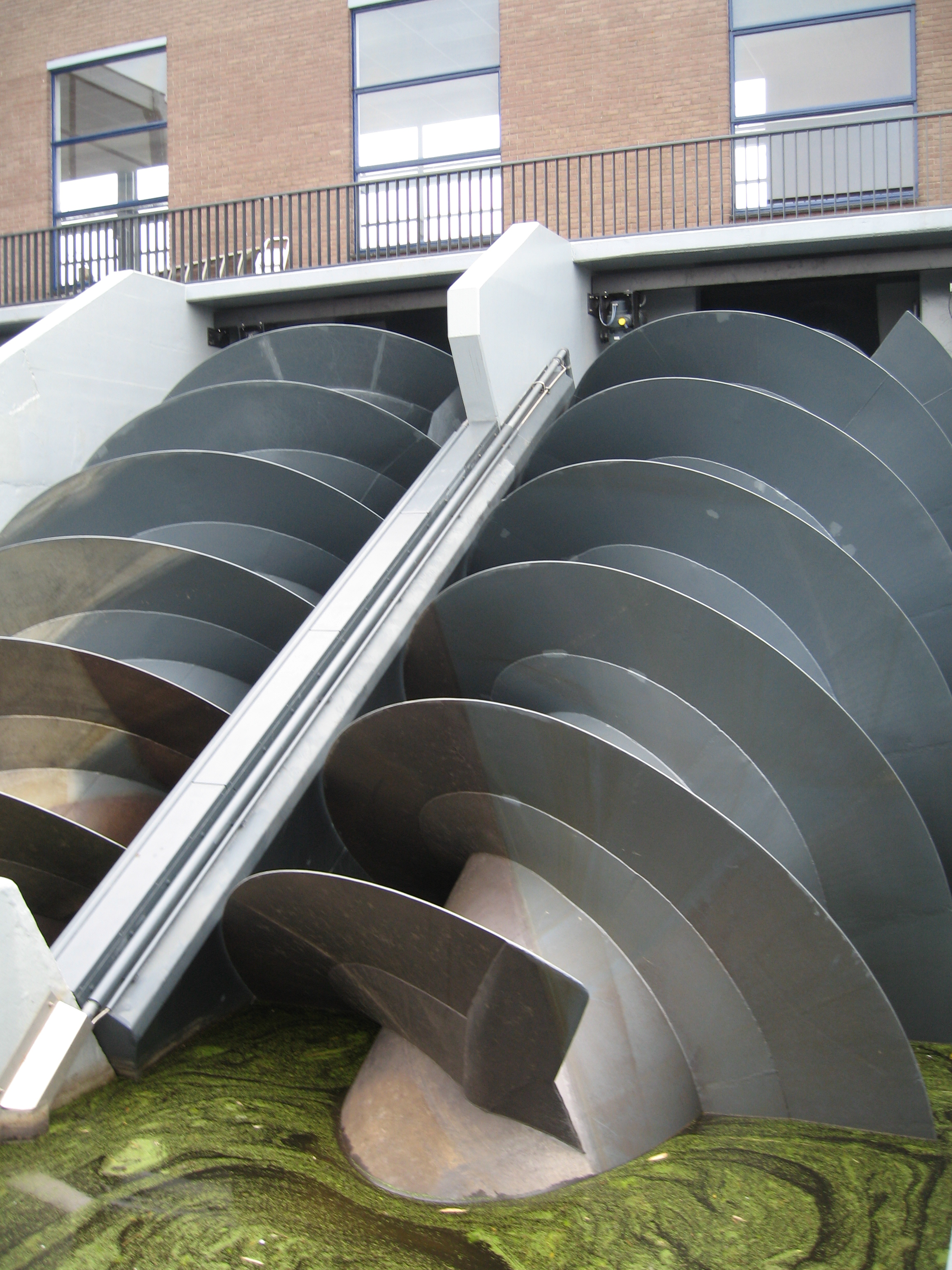
Vít Archimedes hiện đại dùng để thay thế cối xay gió trong việc làm cạn vùng đất thấp ở Kinderdijk tại Hà Lan

Trước đây, vít nước chủ yếu được dùng để vận chuyển nước cho các hệ thống tưới tiêu và tháo nước các mỏ hay những khu vực trũng khác. Nó được dùng để làm cạn đất ngập dưới biển tại Hà Lan và những nơi khác, tạo thành những vùng đất thấp có đê bọc.
Vít Archimedes được dùng trong những nhà máy xử lý nước thải bởi chúng hoạt động tốt với lưu lượng nước thay đổi và những vật rắn trong dòng chảy. Khoan xoắn trong một máy thổi tuyết hay máy nâng hạt về bản chất là vít Archimedes. Nhiều loại bơm hướng trục thường chứa một vít Archimedes.
Năm 2001, vít Archimedes được dùng thành công trong việc ổn định Tháp nghiêng Pisa. Lượng nhỏ đất cái ngậm nước ngầm ở sâu dưới phía bắc của tòa tháp được loại bỏ ớ, và trọng lượng của nó tự điều chỉnh độ nghiêng của tòa tháp. Vít Archimedes cũng được dùng trong đài phun sôcôla.
Tuốc bin vít Archimedes (AST) là một loại máy phát mới cho những nhà máy thủy điện nhỏ. Tốc độ quay thấp của AST giảm thiểu tác động tiêu cực đến đời sống thủy sinh của cá và các sinh vật khác.

## Biến thể

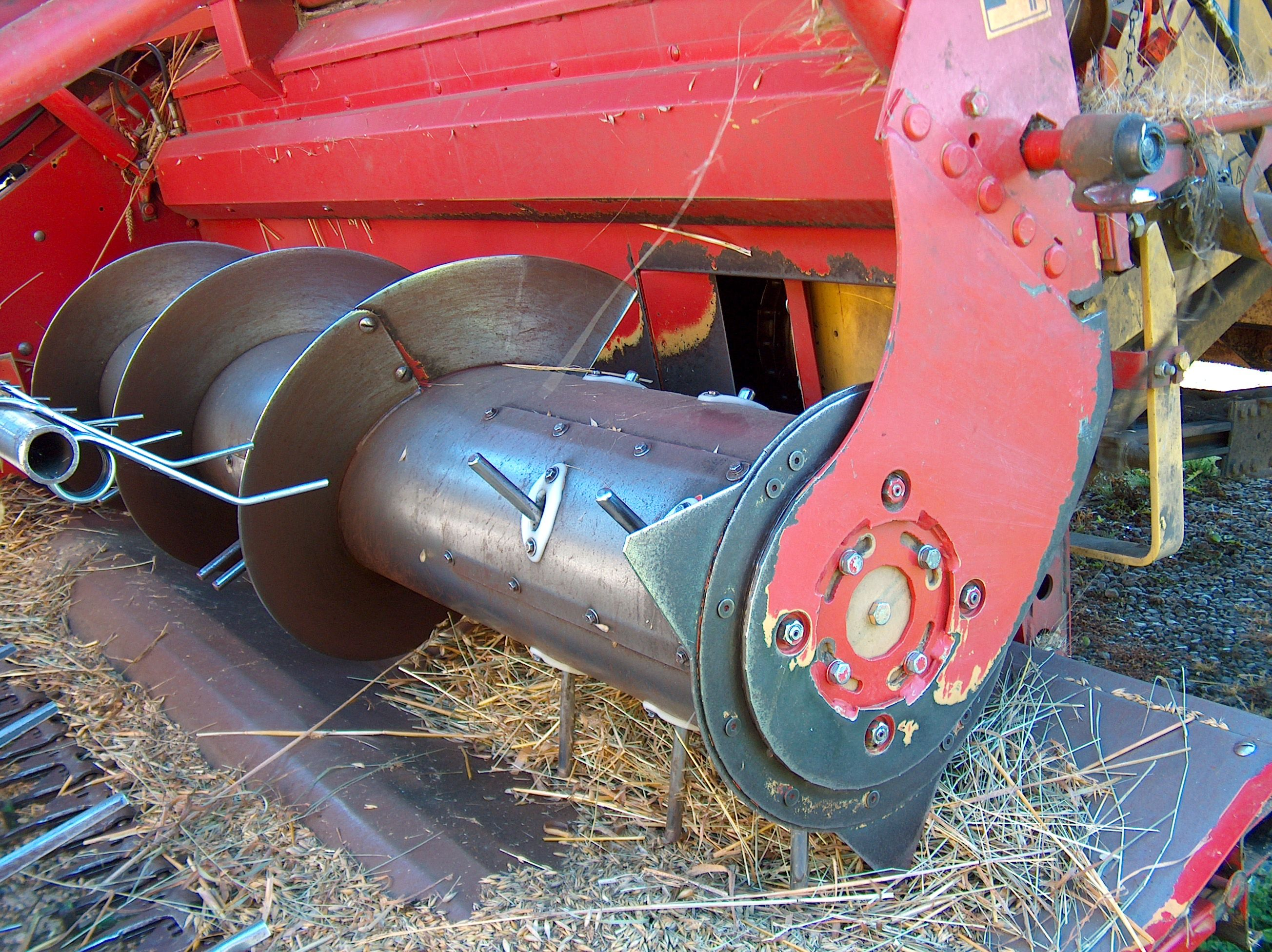
Vít Archimedes trong một Máy gặt đập liên hợp

Một băng tải vít là một vít Archimedes chứa trong một ống rỗng và quay bởi môtơ để đưa vận liệu từ một đầu ống sang đầu bên kia. Băng tải vít đặc biệt phù hợp cho việc vận chuyển vật liệu dạng hạt như hạt nhựa và dùng trong máy ép nhựa, và hạt ngũ cốc. Trong ứng dụng điều khiển công nghiệp, băng tải có thể dùng làm van xoay hoặc máy cấp liệu để cung cấp vật liệu ở tốc độ hay số lượng cụ thể vào một quy trình khác.

### Vận hành ngược
Nếu nước được đổ vào phía trên vít Archimedes, nó sẽ khiến con vít xoay. Trục quay ở giữa có thể được dùng để vận hành một máy phát điện. Một thiết bị như vậy có nhiều điểm lợi giống với việc dùng vít để bơm nước: khả năng sử dụng nước bẩn và lưu lượng nước thay đổi với hiệu suất cao. Settle Hydro và Torrs Hydro là hai máy thủy điện vi mô sử dụng vít ngược ở Anh. Sử dụng vít làm máy phát điện đặc biệt hiệu quả với chênh lệch độ cao thấp, thường thấy ở những sông ở Anh, như dòng Thames, cung cấp điện cho Lâu đài Windsor.
Năm 2017, nhà máy thủy điện vít ngược đầu tiên tại Hoa Kỳ đi vào hoạt động tại Meriden, Connecticut. Dự án Meriden được xây dựng và vận hành bởi New England Hydropower, với công suất lắp đặt 193 kW và hệ số dung lượng 55% trong giai đoạn 5 năm.